# Traditional Spelling Revised
Traditional Spelling Revised (TSR) es una alternativa a la ortografía del idioma inglés. La TSR es un esquema relativamente conservador que busca identificar las reglas subyacentes a la ortografía del inglés tradicional para aplicarlas de manera más consistente, reduciendo así la cantidad de irregularidades que deben memorizarse. Permite predecir la pronunciación de la ortografía, pero no siempre al revés.
La TSR fue aprobada por el International English Spelling Congress (marzo 2021) como la alternativa preferida a la ortografía tradicional. La English Spelling Society, patrocinadora del Congreso, ofrece a TSR cierto grado de apoyo y publicidad. Durante el actual período de revisión (cinco años), no es probable que se produzcan cambios importantes. Sin embargo, según los comentarios recibidos, es posible que haya algunos cambios modestos durante este período.
La TSR fue mencionada por los medios de comunicación.

## Patrones ortográficos para cada fonema
La TSR tiene sus propios estándares de ortografía para cada fonema, al igual que Regspel. Sin embargo, la TSR permite algunas excepciones.
- El sonido /æ/ se indica mediante una 	a (pan). La TSR mantiene "aunt".[7] "Laugh" se convierte en "laff".[8]
- El sonido /ɛ/ se indica con una 	e (pen). La TSR mantiene "again", "against", "any" y "many".
- El sonido /ɪ/ se indica con una 	i (pin). business, pretty, system → bisness, pritty, sistem
- El sonido /ɒ/ se indica con una 	o (pot). En la TSR, "wash" se convierte en "wosh".
- El sonido /ʌ/ se indica con una 	u (pun). LA TSR mantiene "other", "another", "brother", "mother", y "smother"(subgrupos), así como "none", "nothing" y "some". Sin embargo, "come" se convierte en "cum".

- El sonido /eɪ/ se indica con a-e (face), ai(laid), -ay(stay), eigh(neigh) y -ey(they).
- El sonido /iː/ se indica con e-e (scene), ee(feed) y ea(lead).
- El sonido /aɪ/ se indica con i-e (side), -ie(die), -y(why), -ye(dye), -uy(buy) y -igh(sigh).
- El sonido /oʊ/ se indica con o-e (bone), o(banjo), -oe(floe) y oa(moan).
- El sonido /juː/ se indica con u-e (tune), -ue(due), u(unit), ew(few) y eu(Europe).
- El sonido /uː/ se indica con oo (food). "Through" se convierte en "throo"(no "thru") en la TSR.
- El sonido /ʊ/ se indica con uu (stuud, puuding). No obstante, la TSR mantiene "could", "should" y "would".
- El sonido /ɔɪ/ se indica con oi (boil) y oy(boy, deploying).
- El sonido /aʊ/ se indica con ou (proud), ow(now, gown) y ough(bough).

- El sonido /ɛər/ se indica con air (stair) y -are(bare). "Bear" se reescribe como "bair". LA TSR mantiene "their", "theirs" y "where".[8]
- El sonido /ɑːr/ se indica con ar (star, far). Duplicar la <r> cambia la vocal - <harry>. "Harry" y "starry" no riman.
- El sonido /ɑː/ se indica con aa (faather)[9] y al(palm). Aunque TSR adopta ＜aa＞, rara vez se usa.
- El sonido /ɔːr/ se indica con or (for). La TSR no distingue entre "for" y "fore", pero se mantiene el "four".  Para or, ore, oar, dobla la <r> para cambiar la vocal: <horrid>
- El sonido /ɔː/ se indica con au (fraud), aw(law, lawyer), a(ll, l-)(call, always), augh(daughter) y ough(t)(ought, bought). 
<au> es el patrón; <aw> generalmente al final de la palabra, antes de la vocal o -<yer>. ⟨al⟩ sólo al principio de las palabras y donde implica totalidad: always, altogether, alright, already, almighty; las excepciones son palabras de origen árabe: <algebra>.
- El sonido /ɜːr/ se indica con er (her), ir(fir), ur(fur). Duplicar la <r> cambia la vocal: <herring>, <stirrup>, <hurry>.  La TSR mantiene "word", "work" e "worship"(subgrupos).
- El sonido /ɪər/ se indica con -eer (beer), -ear(hear) y -ere(here).[10][11]
- Vocales débiles:

/i/	-y, -ie (fairy, fairies)	<-y> se convierte en <-ies> para plurales.

/ə/, /ɪ/	afraid, defence, invisible, unsound
Schwa (el sonido indeterminado en muchas sílabas átonas): la TSR generalmente conserva los grafemas utilizados en la ortografía tradicional para estos fonemas..
- En la TSR, "ea"/iː/ no indica /eɪ/ ou /ɛ/. great → grait, weapon → weppon.
- En la TSR, "ow"/aʊ/ no indica /oʊ/. low→lo, show→sho.
- La TSR distingue /juː/ y "oo"/uː/. Blue se convierte en bloo. Truth se convierte en trooth.
- LA  TSR distingue "oo"/uː/ y "uu"/ʊ/. Book se convierte en buuk. Push se convierte en puush.

Para más detalles, visite la página TSR Full Guidance.

## Características
La TSR es mayoritariamente conservadora, pero ocasionalmente radical. Lo siguiente no es todo. Para más información, visite la página TRADITIONAL SPELLING REVISED FULL GUIDANCE.
- La TSR conserva en gran medida las llamadas Magic E Rules y Doubling Rules para indicar la longitud de las vocales.
  - La <e> final generalmente se omite cuando la vocal anterior es corta: <dove> se convierte en <duv>, <live> (verb int.) se convierte en <liv>.
  - La TSR corrige casos en los que la regla de duplicación se aplicó incorrectamente por la ortografía tradicional – <committee>→<comittee>, <accommodate>→<acommodate>.
  - La TSR no hace ninguna disposición especial para el word stress. Sin embargo, attack se convierte en atack, porque "a" antes de "tt" no tiene word stress. Las consonantes duplicadas muestran la ubicación del énfasis.(ex. edducate, perrish)
- La TSR conserva algunas ortografías irregulares, como nombres propios, palabras irregulares comunes y préstamos.
- También se conservan los sufijos comunes (como -tion, -cial y -sure).
- El sufijo del tiempo pasado "-ed" se mantiene. ex. "stopped", no "stopt".
- La TSR conserva algunas cadenas de letras aunque sean irregulares. Se llaman "subgrupos":[14] ⟨-alk⟩(talk, walk), ⟨-aste⟩(taste, waste), ⟨-ign⟩(benign, sign), ⟨-ind⟩(find, mind), ⟨old⟩(old, gold), ⟨-olk⟩(folk, yolk), ⟨-ould⟩(could, would), ⟨-other⟩(brother, mother), ⟨war-⟩(warm, warn), ⟨wor-⟩(worm, worst).
- La TSR elimina las letras redundantes. Sin embargo, easy no se convierte en esy, high no se convierte en hi, letter no se convierte en letr, lie no se convierte en li, pack no se convierte en pak, stopped no se convierte en stopd, switch no se convierte en swich.
- La "g" muda se mantiene, como en "benign", "design" y "sign". Se omite la "g" en "gnash".
- El "gh" silencioso generalmente se mantiene (high, bough, bought, eight). Sin embargo, "though" se convierte en "tho" y "through" se convierte en "throo", no "thru".
- El "gh" con sonido /f/ se cambia para "ff"(coff, enuff, laff).
- El "ph" /f/ se mantiene (phone).
- "Th" se usa tanto para /θ/ como para /ð/ (think, that).
- Algunos fonemas tienen varios patrones de ortografía diferentes, lo que ayuda a distinguir visualmente los homófonos.. ex. main, mane, buy, by, bye, cite, site, sight.
- El apóstrofe y el guion se usan ocasionalmente para ayudar a distinguir los homófonos y predecir la pronunciación de algunas combinaciones de vocales.. ex. 'hole(whole), 'our(hour), cre-ate(create), creäte(create).

## Homófonos en la TSR
En la TSR, hay casos en los que la ortografía de los homófonos no coincide.  (e.g. stare / stair, sight / site / cite, none / nun, scene / seen, tail / tale)
Bear se convierte en bair, para distinguir de bare.
Great se convierte en grait, para distinguir de grate.
Sin embargo, no diferencia or / ore / oar, ni pore / pour. 
Hour se convierte en 'our mediante el uso de un apóstrofo.
Blue se convierte en bloo y blew se convierte en blooh con una h.

## "Father" o "faather"?
La palabra "aunt" puede tener los fonemas /æ/ y /ɑː/. La TSR conserva esta ortografía porque puede pertenecer a las "'bath' words".
La palabra "rather" puede tener los fonemas /æ/ y /ɑː/. La TSR conserva esta ortografía porque puede pertenecer a las "'bath' words".
Sin embargo, "father" se convierte en "faather", porque tiene el sonido /ɑː/, no /æ/. 
La TSR conserva "aunt", "brother" y "mother", pero no se mantiene "father".
El grafema "aa" es bastante raro en TSR. "Calm" sigue siendo la misma ortografía.

## Ejemplo de texto
Gettysburg Address
Fourscor and seven years ago our faathers brought forth, on this continent, a new nation, conceeved in libberty and deddicated to the proposition that all men are creäted equal. Now we are engaged in a grait civil war, testing whether that nation, or any nation so conceeved, and so deddicated, can long endure. We are met on a grait battle-feeld in that war. We have cum to deddicate a portion of that feeld, as a final resting place for those who here gave their lives, that that nation might liv. It is altogether fitting and propper that we should do this, but in a larger senss we cannot deddicate, we cannot consecrate, we cannot hallo this ground. The brave men, living and ded, who struggled here, have consecrated it far abuv our poor power to add or detract. The world will little note, nor long remember, what we say here, but it can nevver forget what they did here. It is for us the living, rather, to be deddicated to the grait task remaining befor us that from these onored ded we take increassed devotion to that cause for which they gave the last fuul mesure of devotion - that we here highly resolv that these ded shall not have died in vain, that this nation, under God, shall have a new birth of freedom, and that guvernment of the peeple, by the peeple, for the peeple, shall not perrish from the erth.